# 91.ª Divisão (Estados Unidos)
A 91ª Divisão de Infantaria é uma divisão de infantaria do Exército dos Estados Unidos que lutou na Primeira Guerra Mundial e na Segunda Guerra Mundial. A 91ª foi apelidada de "Divisão do Oeste Selvagem" com uma "Árvore de Abeto" como insígnia da Divisão para simbolizar sua casa tradicional no Extremo Oeste dos Estados Unidos. De 1946 a 2008, fez parte da Reserva do Exército dos Estados Unidos, sendo brevemente desativada de 2008 a 2010, quando então foi elevada de volta a um elemento de tamanho de divisão como a 91ª Divisão de Treinamento (Operações).

## História

### Primeira Guerra Mundial

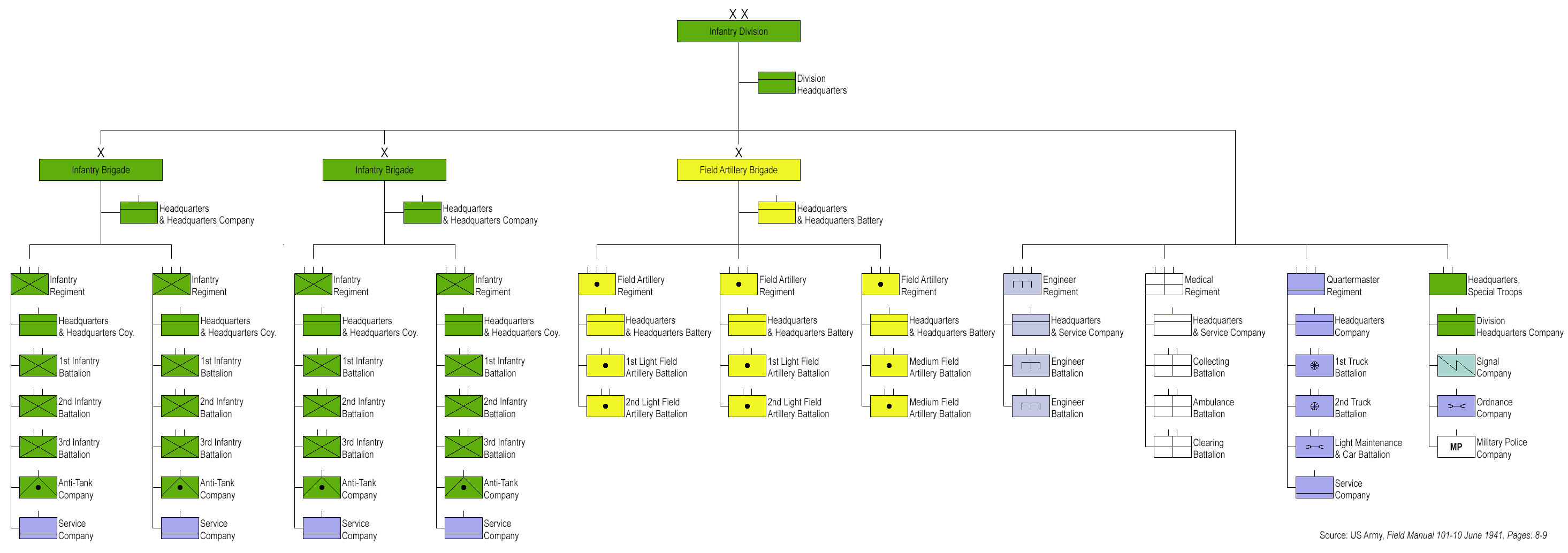
Exemplo de Divisão Quadrada: Divisão de Infantaria dos EUA de 1940. Na extrema esquerda podem ser vistas duas Brigadas de dois Regimentos cada.

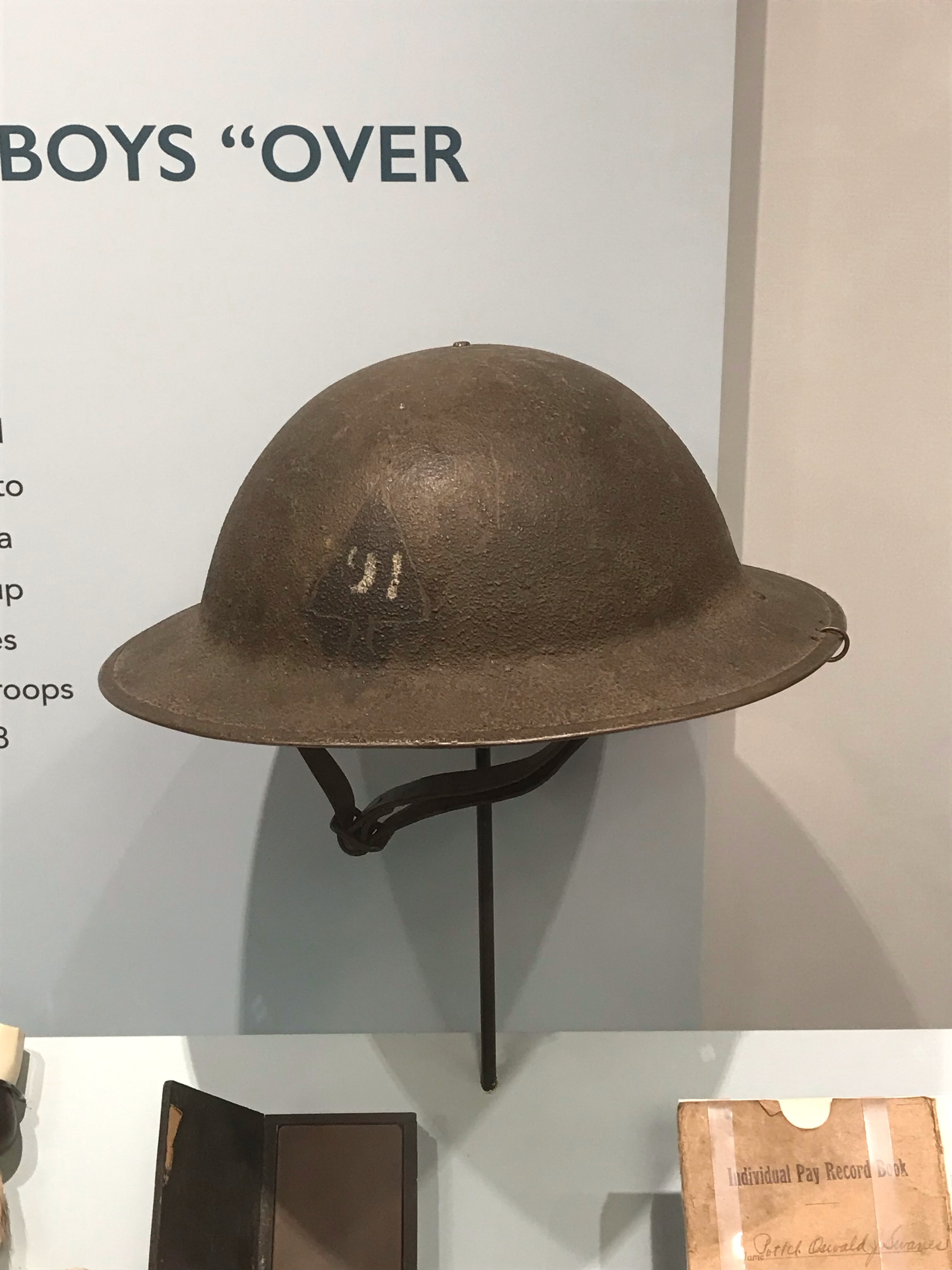
Capacete M1917 usado por um Doughboy da 91ª Divisão na França em 1918.

Constituída em 5 de agosto de 1917 em Camp Lewis, Washington, perto de Tacoma, a divisão, comandada pelo Major-General Henry Alexander Greene, logo em seguida partiu para Inglaterra no verão de 1918. Em setembro de 1918, a primeira operação da divisão ocorreu na Ofensiva de St. Mihiel, na França. Servindo sob o V Corpo do Exército dos EUA, a divisão, agora comandada pelo Major-General William Johnston Jr., lutou na Ofensiva Meuse-Argonne e ajudou com sucesso a destruir a Primeira Divisão da Guarda Alemã e continuou a esmagar três linhas inimigas sucessivas.
Doze dias antes do fim da Primeira Guerra Mundial, a divisão, como parte do VII Corpo do Sexto Exército Francês, ajudou a empurrar os alemães para o leste através do rio Escaut na Batalha do Lys e do Escaut. A divisão recebeu flâmulas de campanha separados por seu papel ativo nas campanhas da Lorena, Meuse-Argonne e Ypres-Lys.
Em 1919, a 91ª foi desativada no Presídio de São Francisco. A Divisão era composta pelas seguintes unidades:
- Quartel-General, 91ª Divisão
- 181ª Brigada de Infantaria
  - 361º Regimento de Infantaria
  - 362º Regimento de Infantaria
  - 347º Batalhão de Metralhadoras[7]
- 182ª Brigada de Infantaria
  - 363º Regimento de Infantaria
  - 364º Regimento de Infantaria
  - 348º Batalhão de Metralhadoras
- 166ª Brigada de Artilharia de Campanha
  - 346º Regimento de Artilharia de Campanha (75mm)
  - 347º Regimento de Artilharia de Campanha (4,7")
  - 348º Regimento de Artilharia de Campanha (155mm)
  - 316ª Bateria de Morteiro de Trincheira
- 346º Batalhão de Metralhadoras
- 316º Regimento de Engenheiros
- 316º Regimento Médico
- 316º Batalhão de Sinalização de Campo
- Quartel-General da Tropa, 91ª Divisão
- 316º Quartel-General do Trem e Polícia Militar
  - 316º Trem de Munições
  - 316º Trem de Abastecimento
  - 316º Trem de Engenheiros
  - 316º Trem Sanitário
    - 361ª, 362ª, 363ª e 364ª Empresas de Ambulâncias e Hospitais de Campanha

### Período entre guerras
O quartel-general da 91ª Divisão chegou ao porto de Brooklyn, em Nova Iorque, a bordo do USS Calamares em 16 de abril de 1919, após 11 meses de serviço no exterior e foi desmobilizado em 13 de maio de 1919 no Presídio de São Francisco, na Califórnia. A 91ª Divisão foi reconstituída na Reserva Organizada em 24 de junho de 1921, alocada à Área do Nono Corpo, e designada ao XIX Corpo. A divisão foi ainda atribuída ao estado da Califórnia como sua área de origem. O quartel-general da divisão foi organizada em novembro de 1921 no Edifício 88 do Presídio de São Francisco. A sede foi posteriormente transferida para o Edifício 172 do Presidio e lá permaneceu até ser ativada para a Segunda Guerra Mundial. Para manter a comunicação com os oficiais da divisão, os militares da divisão publicaram um boletim informativo intitulado “Boletim da 91ª Divisão”. O boletim informava aos membros da divisão coisas como quando e onde as sessões de treinamento inativo seriam realizadas, quais eram as cotas de treinamento de verão da divisão, onde os acampamentos seriam realizados e quais unidades seriam designadas para ajudar a conduzir o Campo de Treinamento Militar de Cidadãos (CMTC).
A estação designada de mobilização e treinamento para a divisão foi Del Monte, na Califórnia, o local onde ocorreram muitas das atividades de treinamento da 91ª Divisão nos anos entre guerras. Os regimentos de infantaria subordinados da divisão realizaram seu treinamento de verão com o 30º Regimento de Infantaria da 3ª Divisão em Del Monte. Outras unidades, como tropas especiais, artilharia, engenheiros, aviação, médicos e intendência, treinaram em vários postos na Área do Nono Corpo, muitas vezes com as unidades ativas da 3ª Divisão. Por exemplo, a artilharia da divisão treinou no Presídio de Monterey com o 2º Batalhão, 76ª Artilharia de Campanha; o 316º Regimento de Engenheiros treinado em Fort Lewis, no estado de Washington, com o 6º Rgt. de Engenharia; o 316º Regimento Médico treinou no campo de treinamento do Corpo Médico no Presídio de São Francisco; e o 316º Esquadrão de Observação treinou com o 91º Esquadrão de Observação em Crissy Field, na Califórnia. Além dos campos de treinamento da unidade, os regimentos de infantaria da divisão também alternavam a responsabilidade de conduzir o treinamento do CMTC realizado em Del Monte e no Presidio todos os anos.
Em várias ocasiões, a divisão participou de exercícios de posto de comando (em inglês:  Command post exercises, CPX) da Área do Nono Corpo e do Quarto Exército em conjunto com outras unidades do Exército Regular, da Guarda Nacional e da Reserva Organizada. Esses eventos de treinamento deram aos oficiais do estado-maior da divisão oportunidades de praticar as funções que deveriam desempenhar caso a divisão fosse mobilizada. Ao contrário das unidades Regulares e da Guarda na Área do Nono Corpo, a 91ª Divisão não participou das várias manobras da Área do Nono Corpo e das manobras do Quarto Exército de 1937, 1940 e 1941 como uma unidade organizada devido à falta de pessoal alistado e equipamento. Em vez disso, os oficiais e alguns reservistas alistados foram designados para unidades Regulares e da Guarda para preencher vagas e aumentar a força de guerra das unidades para os exercícios. Além disso, alguns oficiais foram designados como árbitros ou pessoal de apoio.

### Segunda Guerra Mundial
Enquanto as primeiras batalhas da Segunda Guerra Mundial envolvendo os Estados Unidos eram travadas, a divisão foi reativada em Camp White, no estado do Óregon, em 15 de agosto de 1942, sob o comando do Major-General Charles H. Gerhardt. Após o treinamento inicial em Camp White, a participação da divisão no exercício de combate Manobra do Óregon no outono de 1943.

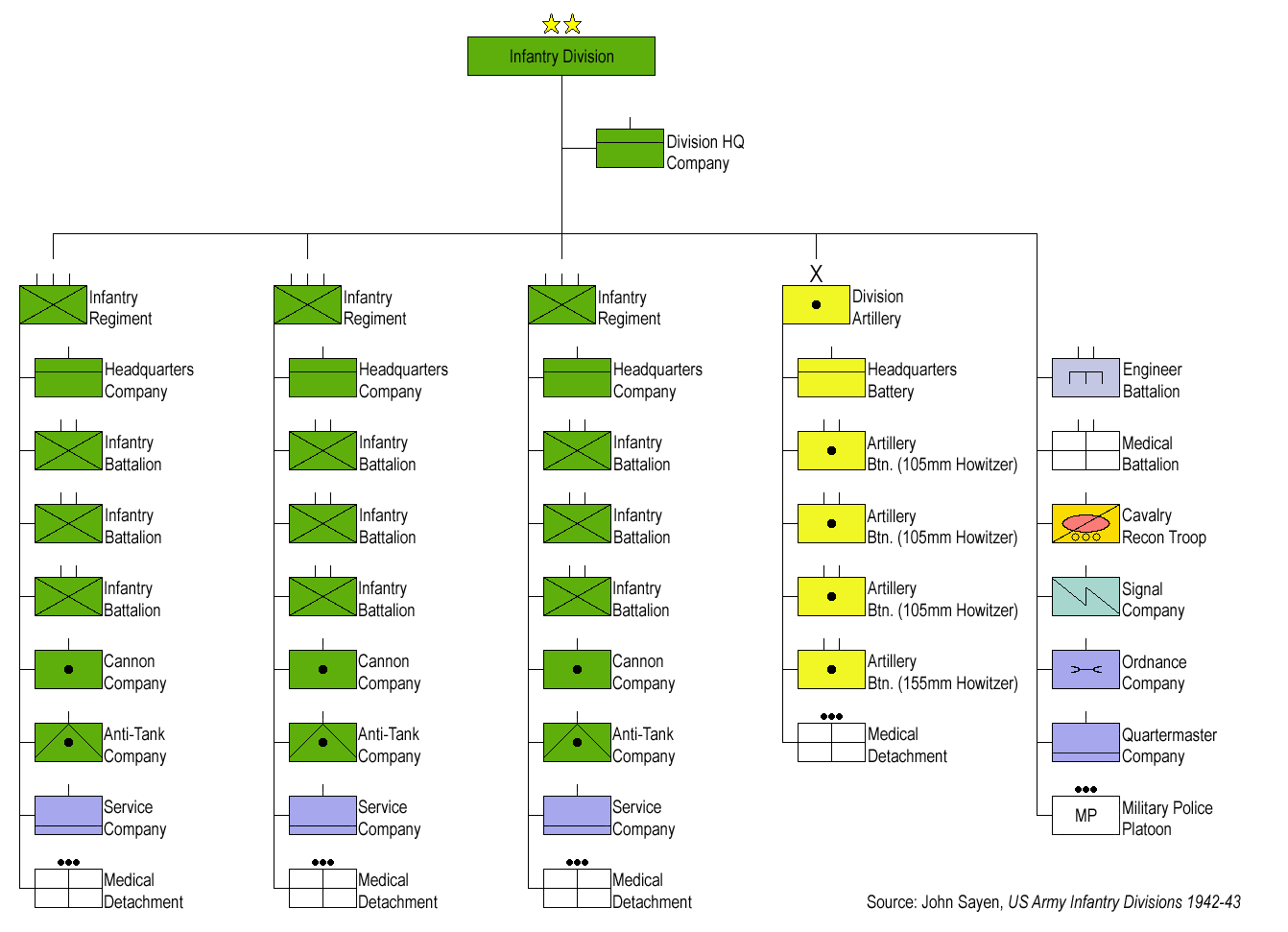
Exemplo de Divisão Triangular: Divisão de Infantaria dos EUA de 1942. As brigadas da divisão quadrada foram removidas e há três regimentos diretamente sob controle divisional.

#### Ordem de batalha
Antes que as divisões de infantaria da Reserva Organizada fossem ordenadas ao serviço militar ativo, elas foram reorganizadas no papel como divisões "triangulares" sob as tabelas de organização de 1940. As companhias de quartel-general das duas brigadas de infantaria foram consolidadas na tropa de reconhecimento de cavalaria da divisão, e um regimento de infantaria foi removido por inativação. O quartel-general da brigada de artilharia de campanha e a bateria do quartel-general tornaram-se o quartel-general e a bateria do quartel-general da artilharia divisionária. Seus três regimentos de artilharia de campanha foram reorganizados em quatro batalhões; um batalhão foi retirado de cada um dos dois regimentos de canhões de 75mm para formar dois batalhões de obuseiros de 105mm, o trem de munição da brigada foi reorganizado como o terceiro batalhão de obuseiros de 105mm, e o batalhão de obuseiros de 155mm foi formado a partir do regimento de obuseiros de 155mm. Os regimentos de engenharia, médicos e de intendência foram reorganizados em batalhões. Em 1942, os batalhões de intendência divisionais foram divididos em companhias de manutenção leve de material bélico e companhias de intendência, e o quartel-general da divisão e a companhia de polícia militar, que anteriormente eram uma unidade combinada, foram divididas.

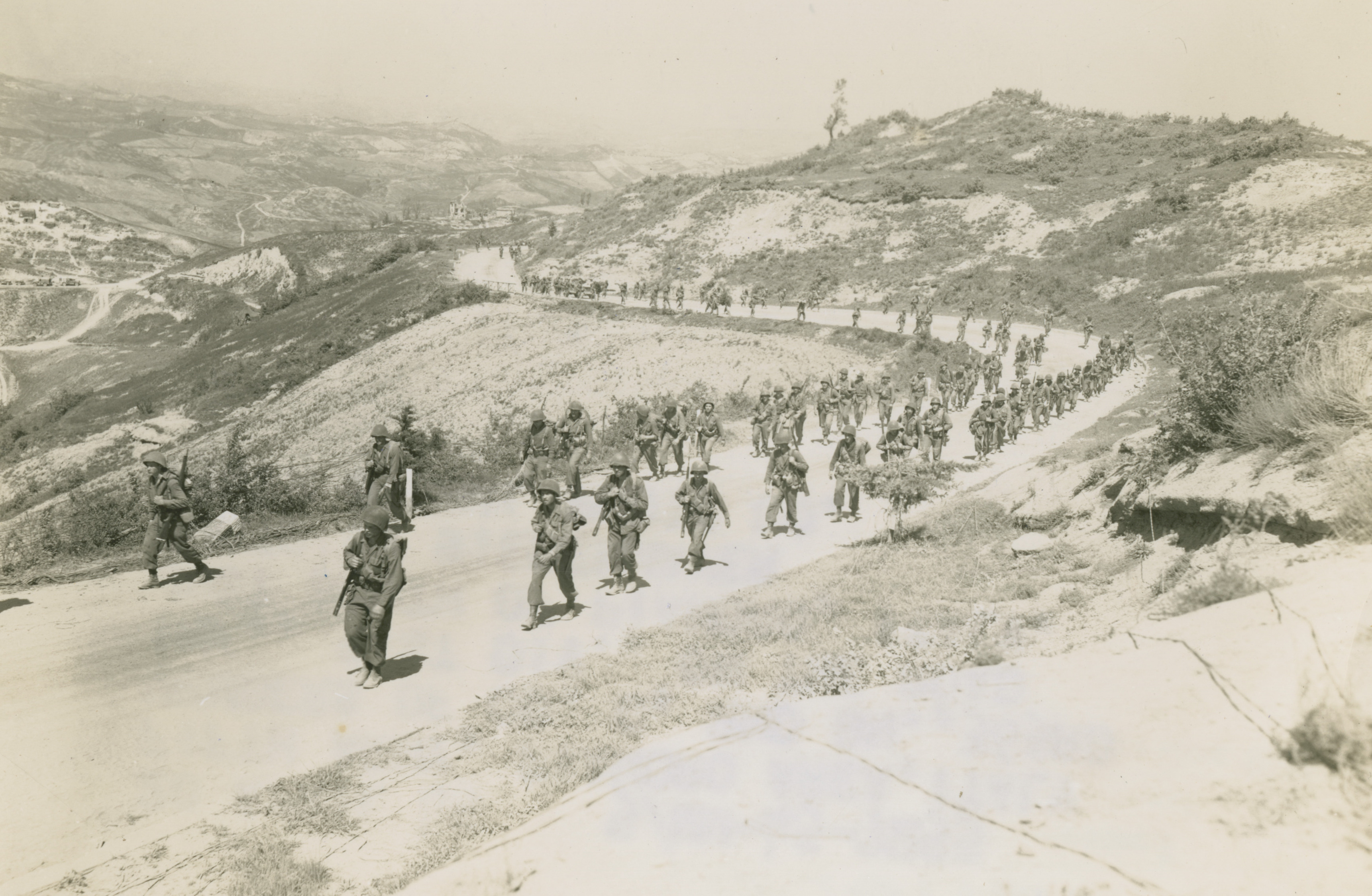
Homens da Companhia C, 363º Regimento de Infantaria, 91ª Divisão de Infantaria, na estrada ao sul de Pianoro, na Itália, em abril de 1945.

- Quartel-General, 91ª Divisão de Infantaria
- 361º Regimento de Infantaria
- 362º Regimento de Infantaria
- 363º Regimento de Infantaria
- Quartel-General e Bateria do Quartel-General, Artilharia da 91ª Divisão de Infantaria
  - 346º Batalhão de Artilharia de Campanha (105mm)
  - 347º Batalhão de Artilharia de Campanha (105mm)
  - 348º Batalhão de Artilharia de Campanha (155mm)
  - 916º Batalhão de Artilharia de Campanha (105mm)
- 316º Batalhão de Combate de Engenharia
- 316º Batalhão Médico
- 91ª Tropa de Reconhecimento de Cavalaria (Mecanizada)
- Quartel-General, Tropas Especiais, 91ª Divisão de Infantaria
  - Companhia de Quartel-General, 91ª Divisão de Infantaria
  - 791ª Companhia de Manutenção Leve de Material Bélico
  - 91ª Companhia de Intendência
  - 91ª Companhia de Comunicações
  - Pelotão da Polícia Militar
  - Banda
- 91º Destacamento do Corpo de Contra-Inteligência

Então, a divisão, agora sob o comando do Major-General William G. Livesay, partiu para o continente europeu em 3 de abril de 1944. Lá, na Frente Italiana, a 361ª Equipe de Combate Regimental foi destacada para participar das batalhas por Roma e pelo rio Arno. Tornou-se a primeira formação do Quinto Exército dos EUA a chegar ao rio. Em setembro de 1944, a divisão cruzou o rio Sieve, flanqueou a famosa Linha Gótica e capturou o Passo de Futa. Por sua participação no combate, a divisão recebeu as flâmulas da campanha dos Norte dos Apeninos, do Vale do Pó e de Roma-Arno.
A divisão retornou aos Estados Unidos onde foi desativada em Camp Rucker, no Alabama, em dezembro de 1945. Dois membros foram agraciados com a Medalha de Honra durante a guerra, Roy W. Harmon e Oscar G. Johnson.

### Estatísticas da Segunda Guerra Mundial

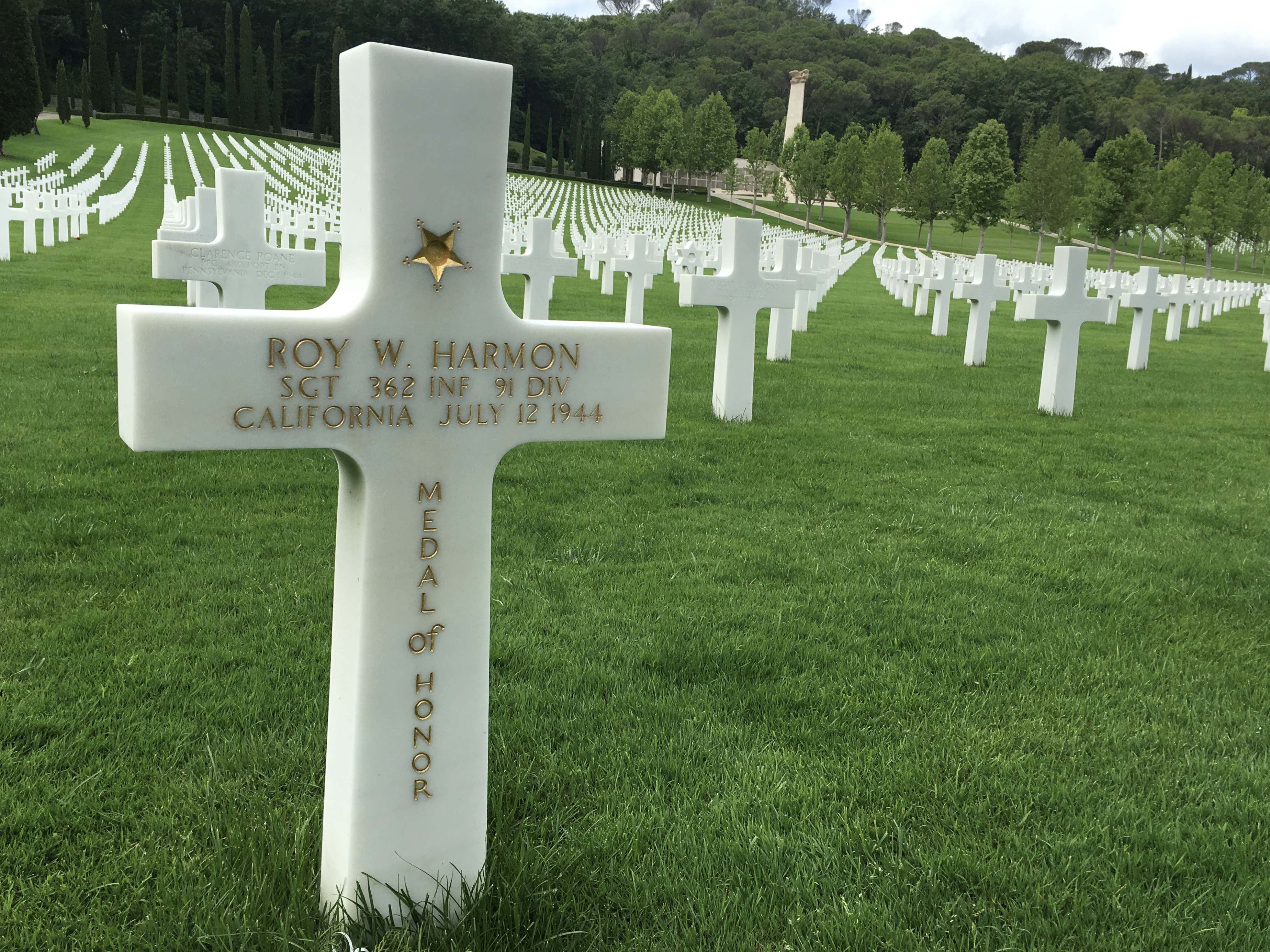
A lápide de Roy W. Harmon, agraciado com a Medalha de Honra, no Cemitério Militar Americano de Florença, na Itália.

#### Estrutura de comando
- Generais comandantes: Major-general Charles H. Gerhardt (maio de 1942 - 22 de julho de 1943); Major-general William G. Livesay (julho de 1943 - 5 de novembro de 1945); General-de-brigada Neal C. Johnson (6 de novembro de 1945 - dezembro de 1945)
- Generais Comandantes Assistentes: General-de-brigada Percy W. Clarkson (- setembro de 1942); General-de-brigada Charles L. Bolte (setembro de 1942 – fevereiro de 1943); General-de-brigada William E. Crist (abril de 1943 – dezembro de 1943); General-de-brigada Raymond ES Williamson (14 de janeiro de 1944 - 18 de outubro de 1945)
- Comandantes de Artilharia: General-de-brigada Edward S. Ott (1942–1943); General-de-brigada Ralph Hospital (1943–1945)

#### Outras estatísticas

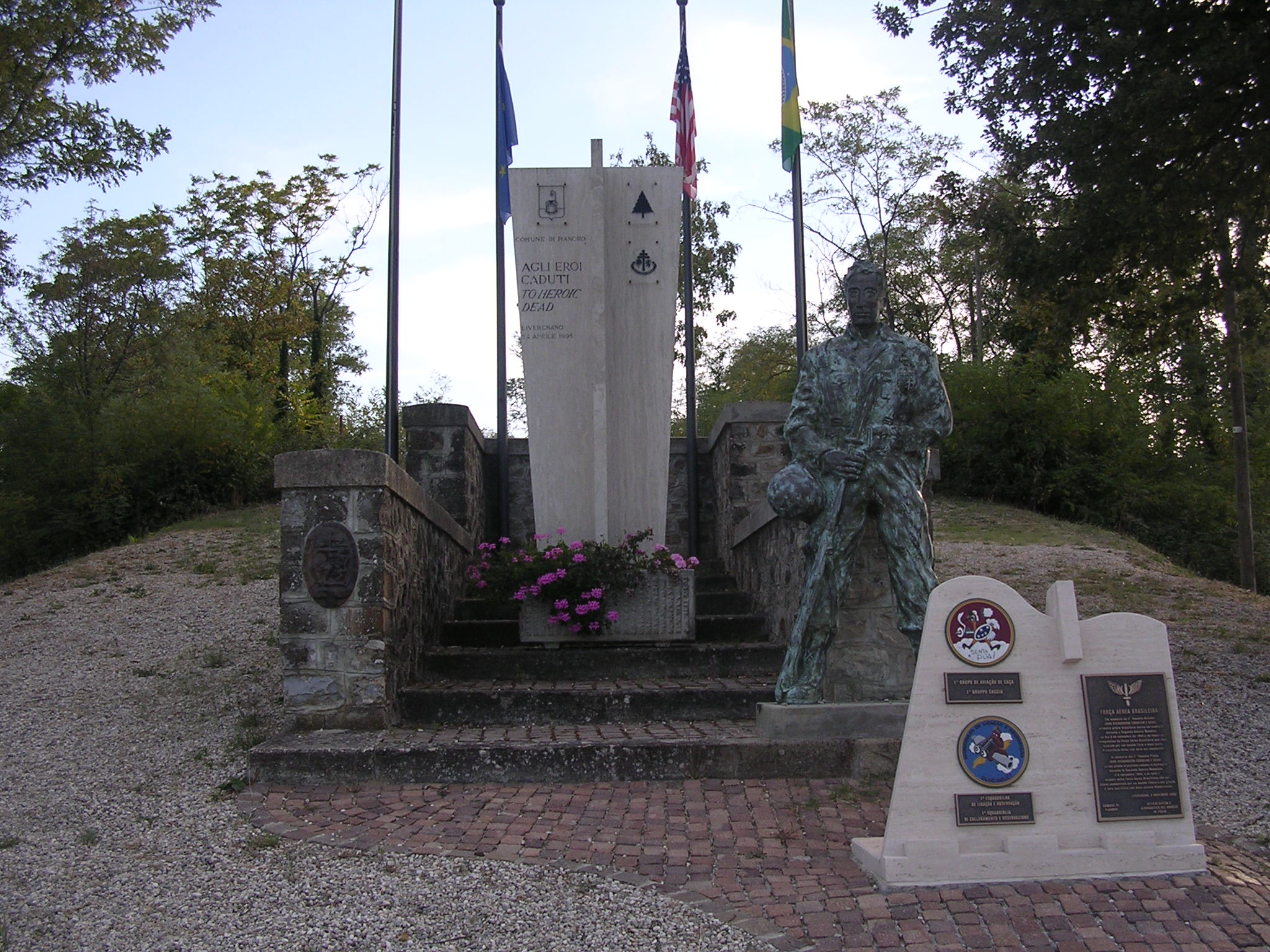
Monumento em Livergnano, Bolonha, na Itália em homenagem à aviação da FEB e à 91ª Divisão de Infantaria.

Condecorações: MH-2; DSC-2; DSM-1; SS-528; LM-33; SM-43; BSM-4.152.
Teatro: Mediterrâneo
Dias de combate: 271
Campanhas:
- Roma-Arno (22 de janeiro de 44 - 9 de setembro de 44)
- Norte dos Apeninos (10 de setembro de 44 a 4 de abril de 45)
- Vale do Pó (5 de abril de 45 a 8 de maio de 45)

Baixas
- Total de baixas em batalha: 8.744
- Mortos em combate: 1.400
- Feridos em combate: 6.748
- Desaparecidos em ação: 262
- Prisioneiros de guerra: 334

### Reserva do Exército

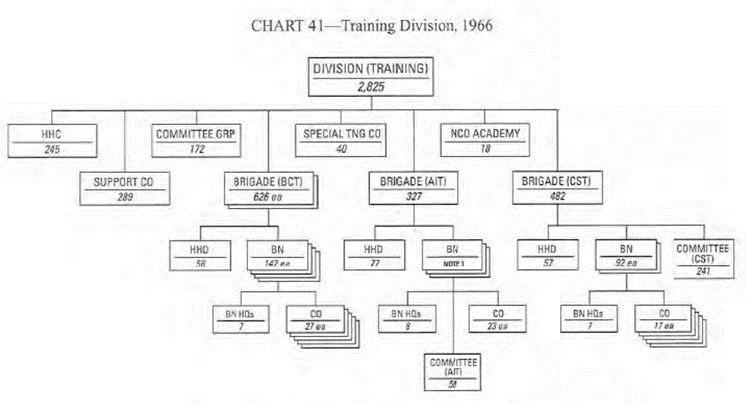
Organograma padrão para uma divisão de treinamento.

Em dezembro de 1946, a 91ª foi reativada no Presídio de São Francisco como parte da Reserva do Exército dos EUA. Em 1959, a divisão foi reorganizada e re-designada como 91ª Divisão (Treinamento). Em 1993, a divisão foi novamente reorganizada e re-designada como 91ª Divisão (Exercício) e novamente em 1999 como 91ª Divisão (Apoio ao Treinamento).
Seu quartel-general ficava na Área de Treinamento das Forças de Reserva de Parques (PRFTA), em Dublin, na Califórnia, quando a Comissão de Realinhamento e Fechamento de Base de 2005 recomendou que o Departamento de Defesa transferisse a 91ª Divisão para Fort Hunter Liggett.
As quatro brigadas da 91ª Divisão foram re-designadas como brigadas separadas:
- A 1ª Brigada (PRFTA) é agora 5ª Brigada, 75ª Divisão.
- A 2ª Brigada (Fort Carson) é agora a 5ª Brigada Blindada.
- A 3ª Brigada (Travis AFB) é agora a 402ª Brigada de Artilharia de Campanha.
- A 4ª Brigada (Fort Lewis) é agora a 191ª Brigada de Infantaria.

A 91ª Divisão mudou sua sede para Fort Hunter Liggett em 1º de maio de 2009, foi reorganizada e re-designada como 91ª Brigada de Treinamento (Operações) em 1º de outubro de 2009 e foi então re-designada como 91ª Divisão de Treinamento (Operações) em 1º de outubro de 2010.

## Unidades subordinadas
A partir de 2017 as seguintes unidades estão subordinadas à 91ª Divisão de Treinamento (Operações):
- 1ª Brigada
  - 11º Batalhão, 104º Regimento
  - 3º Batalhão, 290º Regimento
  - 2º Batalhão, 378º Regimento
  - 3º Batalhão, 381º Regimento
  - 1º Batalhão, 417º Regimento

## Membros notáveis
- William Borders, Capelão Católico do Exército, foi premiado com a Estrela de Bronze por Valor, enquanto servia no 362º Regimento de Infantaria em combates acirrados na Itália. Mais tarde, ele se tornou arcebispo de Baltimore.
- Frederick Lippitt, político e filantropo.
- Oscar Franklin Miller, ganhador da Medalha de Honra.
- Deming Bronson, ganhador da Medalha de Honra.
- Harold Hitz Burton, juiz associado da Suprema Corte dos Estados Unidos.
- Earl Warren, Chefe de Justiça dos Estados Unidos.[13]

## Na cultura popular
Os soldados do programa de TV Combat! retratam membros do 363º Regimento de Infantaria (é o 361º nos episódios 25 e 26 da 2ª temporada, dentre outros).

## Insígnia de manga de ombro

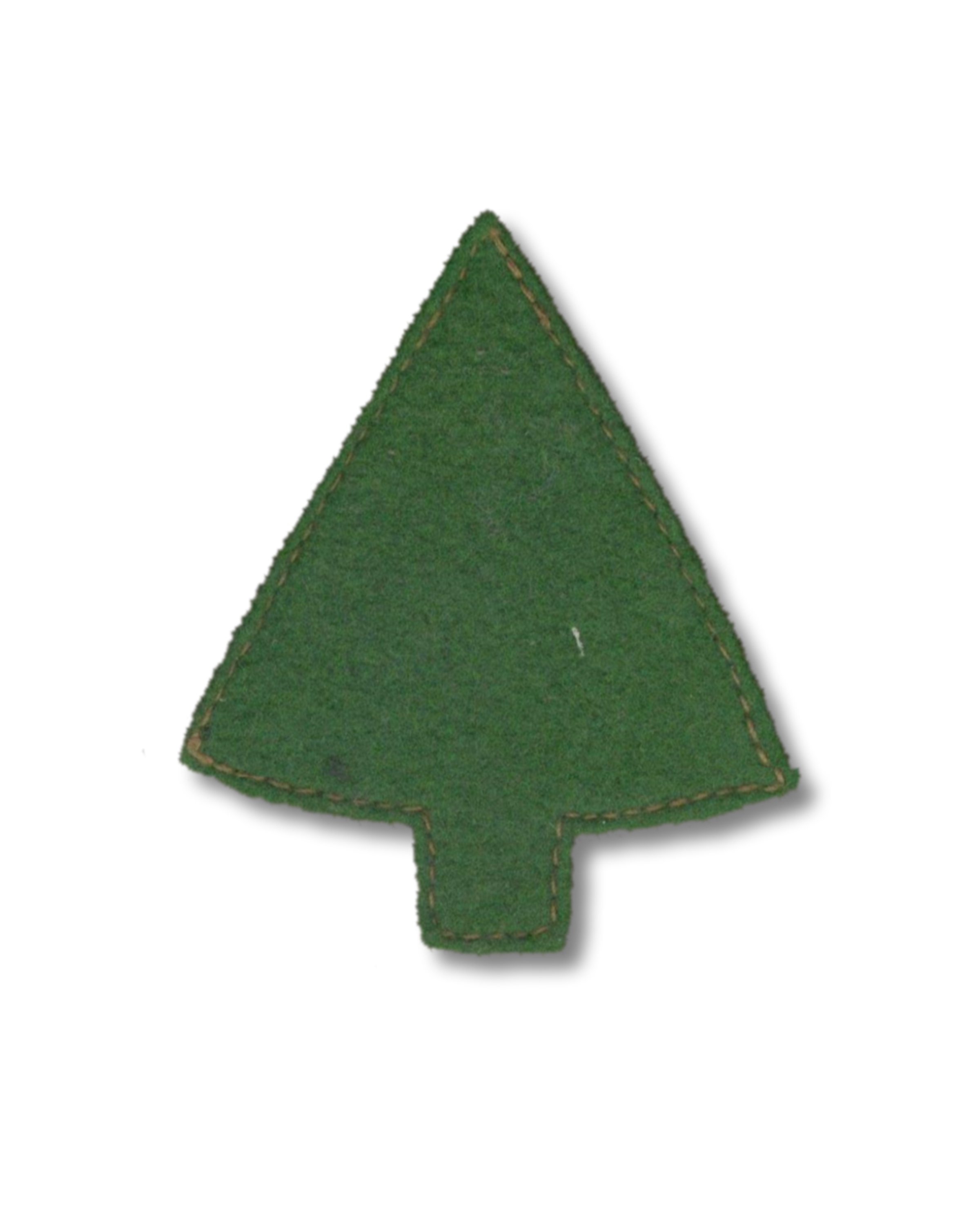
Insígnia da 91ª Divisão de Infantaria na 1ª Guerra Mundial.
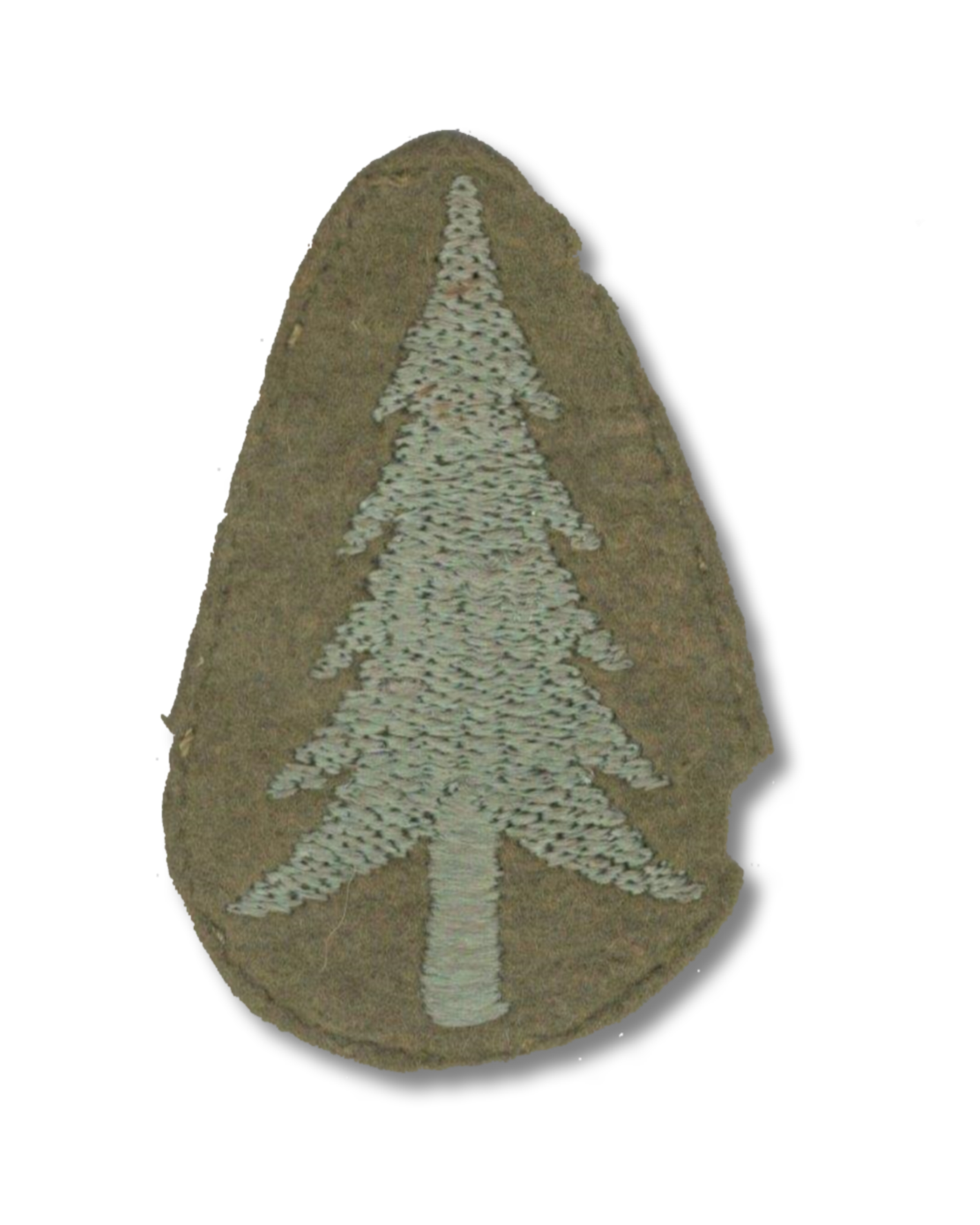
Variação da insígnia da 91ª Divisão de Infantaria na 1ª Guerra Mundial.
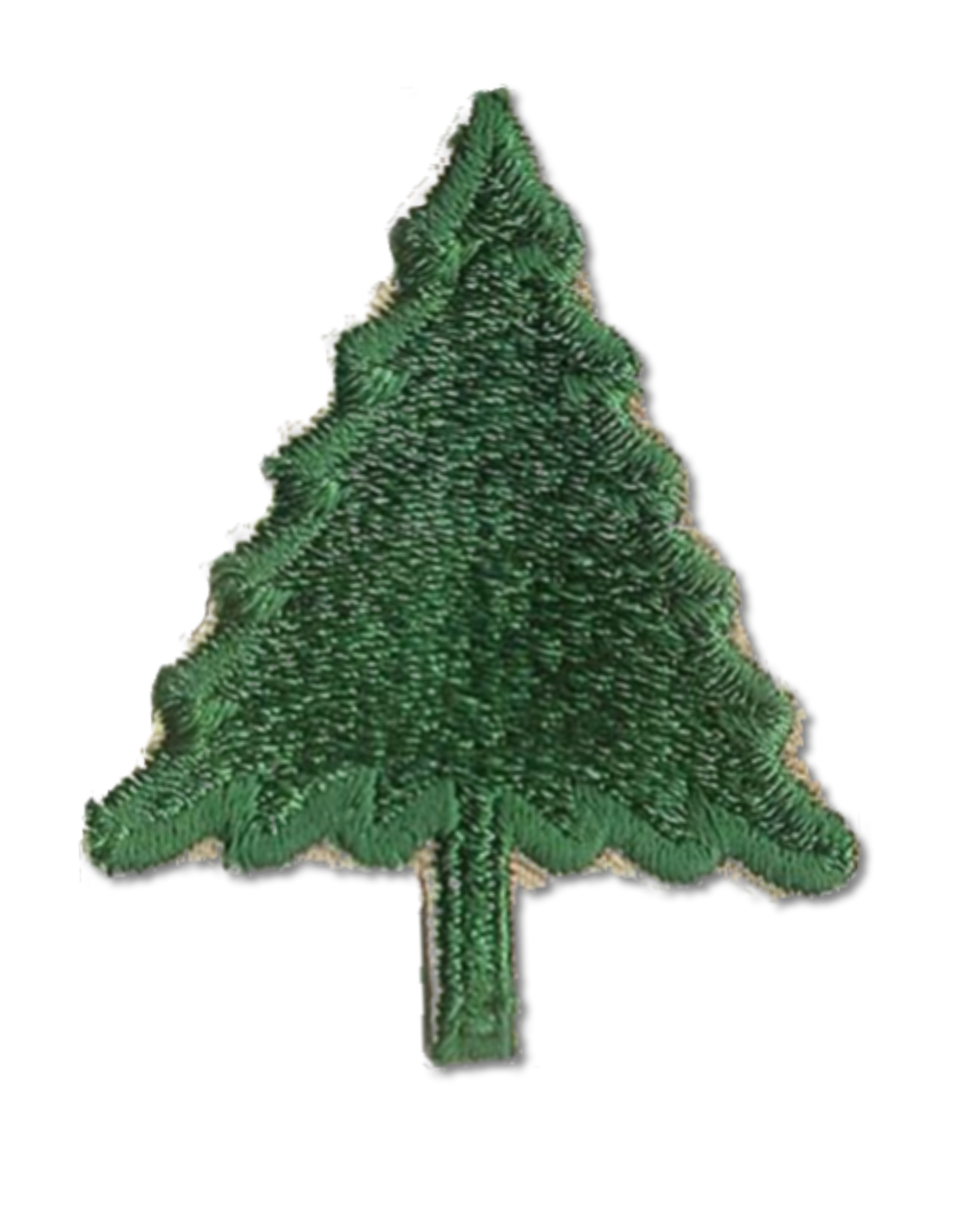
Insígnia da 91ª Divisão de Infantaria na 2ª Guerra Mundial.